# Maleisische slakkeneter
De Maleisische slakkeneter (Malayemys macrocephala) is een schildpad uit de familie moerasschildpadden (Emydidae).
De soort werd voor het eerst wetenschappelijk beschreven door John Edward Gray in 1859. Oorspronkelijk werd de wetenschappelijke naam Geoclemys macrocephala gebruikt. De schildpad behoorde eerder tot het geslacht Geoclemys, waardoor de oude naam in de literatuur nog wordt gebruikt.
De schildpad dankt zijn Nederlandstalige naam aan het feit dat voornamelijk slakken worden gegeten.
De Maleisische slakkeneter komt voor in delen van Azië en leeft in de landen Cambodja, Maleisië en Thailand. De habitat bestaat uit langzaam stromende wateren met een modderbodem en veel plantengroei. Geschikte leefgebieden zijn onder andere rivieren, moerassen en kanalen. Ook in rijstvelden kan de schildpad worden aangetroffen.
De schildpad eet voornamelijk slakken maar daarnaast worden ook andere kleine waterdieren gegeten zoals tweekleppigen, kreeftachtigen en insecten.